# Roszík Mihály
Roszík Mihály (Szarvas, 1922. július 10. – Albertirsa, 2006. november 9.) evangélikus lelkész.

## Életútja
Roszik Pál és Kiszely Zsuzsanna hetedik gyermekeként született. Kezdetben kereskedőként dolgozott 6 évig. 1939-ben, egy Szarvason tartott őszi evangélizáció alkalmával döntött Jézus és a lelkészi hivatás mellett. Húsz hónap alatt végezte el a  szarvasi Evangélikus Gimnáziumot, majd leérettségizett. 1943 szeptemberében kezdte meg teológiai tanulmányait a pécsi Erzsébet Tudományegyetem Soproni Hittudományi Karán, majd D. Ordass Lajos püspök avatta lelkésszé szülővárosában, 1947. szeptember 14-én, Lk 9,62 igéjével.
Ezt követően Nagyszénáson, Szarvason, Budavárban, Pilisen és Budafokon végzett hitoktatói és kápláni szolgálatot. 1950 februárjában a budavári templomban kötött házasságot Glazewski Melittával. 1952-ben Albertirsára került lelkésznek, itt szolgált nyugdíjazásáig. 1993-ban sikerült újraindítania a településen az evangélikus iskolát, mely halála után a nevét vette fel. 2000-ben elsőként kapta meg Albertirsa díszpolgári címét.
Több könyvet jelentetett meg ittléte alatt, ezek legfőképpen memoárok, önéletrajzi ihletésű kötetek. Köztiszteletnek örvendő személyként hunyt el szeretett városában 2006-ban.

## Írásai
- "…Velem vándorol utamon Jézus…" – Egy lelkipásztor visszaemlékezései életének hetvenöt, szolgálatának ötven évére (Kiskunlacháza, 1997)
- "…Gond és félelem el nem ér…" – Visszaemlékezések alberti szolgálatom fél évszázadából 1952–2002 (Albertirsa, 2002)
- "…Elvisz, elsegít engem a célhoz…" – Visszaemlékezésel nyolc társadalmi-politikai korszakra, melyet átéltem (Albertirsa, 2005)
- "…Ő a győzelmes, hű vezér…" – Lelkipásztori látogatásaim fél évszázada az alberti gyülekezetben (Albertirsa, 2006)

## Kitüntetései
- 2000 – Albertirsa díszpolgára[1]
- 2003 – Magyar Köztársasági Bronz Érdemkereszt

## Emlékezete

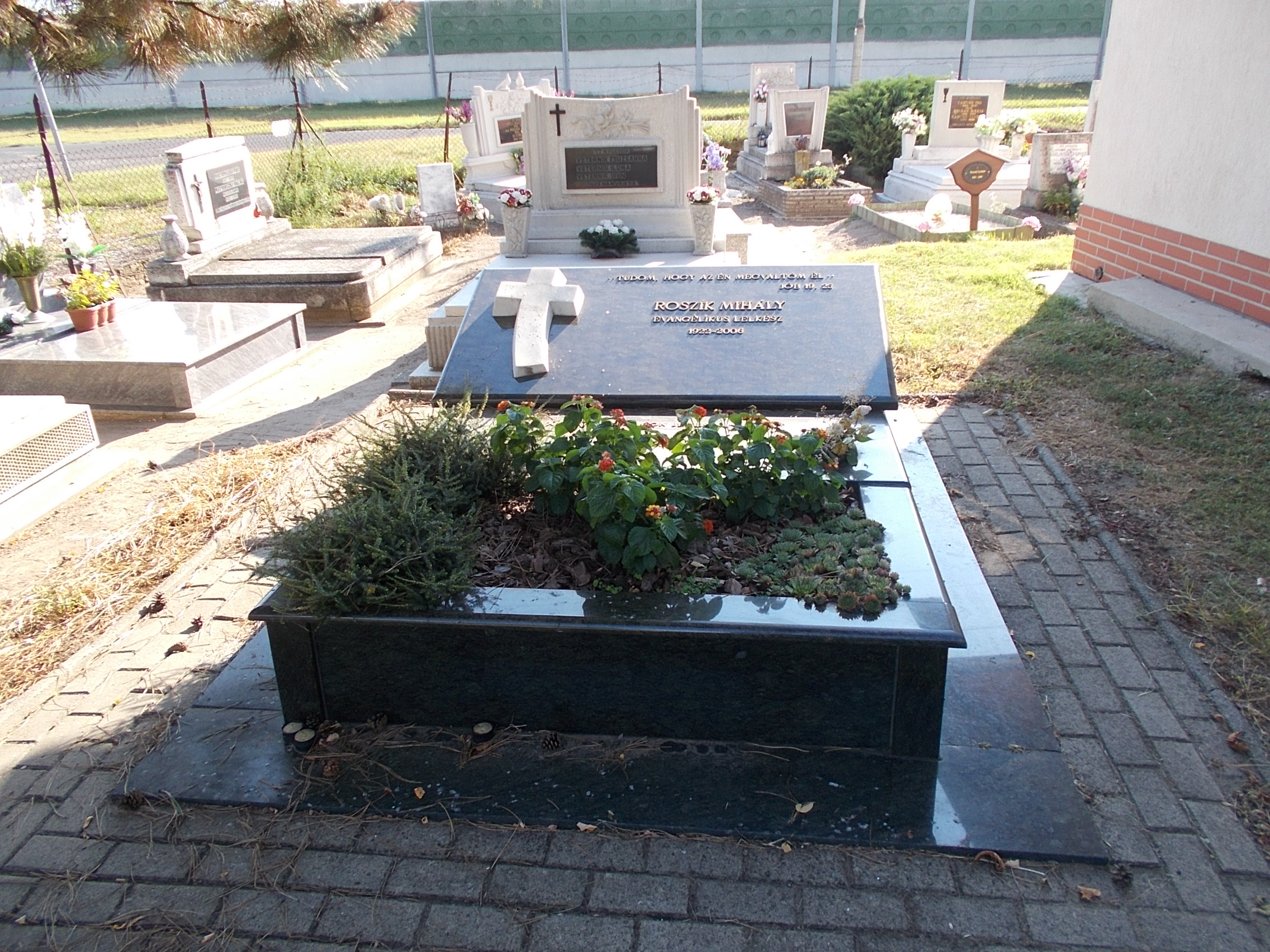
Roszík Mihály sírja az albertirsai temetőben

- 2013 óta nevét viseli az általa újraindított albertirsai Roszík Mihály Evangélikus Általános Iskola
- Ugyanitt fehér márvány domborműve található